# ديف ريتشاردسون (لاعب دارت)
ديف ريتشاردسون هو لاعب دارت كندي، ولد في 24 أبريل 1979 في بيزلي في المملكة المتحدة.

## وصلات خارجية
- ديف ريتشاردسون على موقع DartsDatabase.co.uk (الإنجليزية)